# Ruder Than You
 (janvier 2015).
Si vous disposez d'ouvrages ou d'articles de référence ou si vous connaissez des sites web de qualité traitant du thème abordé ici, merci de compléter l'article en donnant les références utiles à sa vérifiabilité et en les liant à la section « Notes et références ».
 (janvier 2015).
Ruder Than You est un groupe de ska américain, fondé en 1989 à l'Université d'État de Pennsylvanie.

## Histoire du groupe
En 1991, le groupe se base à Philadelphie. Avec comme base le reggae et le ska, Ruder Than You développe un style unique[réf. nécessaire], alliant le dancehall, le hip-hop, le rocksteady, le funk, le jazz et le punk.
En 1992, Moon Records, officiellement MoonSKA NYC, sort leur premier album, Big Step. Il est suivi en 1996 de Horny for Ska. Dans le milieu des années 1990, le groupe s'est agrandi, passant de cinq à neuf membres. Ils assurent des tournées aux États-Unis et réalisent les premières parties de grands groupes de ska, tels que les Skatalites, les Mighty Mighty Bosstones, les Bad Manners, Fishbone, No Doubt et bien d'autres[réf. nécessaire]. Les disques des Ruder Than You sont également reproduits en Angleterre et au Japon[réf. nécessaire]. Certaines de leurs chansons se retrouvent dans plusieurs compilations de ska dans le monde[réf. nécessaire].

## Discographie
- Big Step - Moon Records (en) - 1992 (ré-édité en 2009)
- Horny For Ska - Moon Records (en) - 1996
- Philly Stylee - God’s Ghetto Records - 2005
- God's Ghetto EP - Lulu Nyeusi Records, Tanzania - 2008
- Creation Sounds - God's Ghetto Records - 2009